# Steganomus javanus
Steganomus javanus là một loài Hymenoptera trong họ Halictidae. Loài này được Ritsema mô tả khoa học năm 1873.